# Crenigomphus
Crenigomphus là một chi chuồn chuồn ngô thuộc họ Gomphidae. Nó gồm các loài:
- Crenigomphus abyssinicus
- Crenigomphus denticulatus
- Crenigomphus hartmanni
- Crenigomphus renei